# 東京医療学院大学
東京医療学院大学（とうきょういりょうがくいんだいがく、英語: University of Tokyo Health Sciences）は、東京都多摩市落合4-11に本部を置く日本の私立大学。2012年創立、2011年大学設置。

## 概要
学校統廃合によって1999年3月に閉校した多摩市立南落合小学校跡地に医療系の専門大学として2012年に開校した。土地・建物は30年間の事業用定期借地権で多摩市が学校法人に貸し付けている。キャンパスは多摩ニュータウンの落合団地内に位置し、周辺には恵泉女学園大学や国士舘大学、桜美林大学といった私立大学が点在している。

## 沿革
- 2012年 - 開学（保健医療学部リハビリテーション学科）
- 2016年 - 看護学科設置。

## 学部
- 保健医療学部
  - リハビリテーション学科
    - 理学療法学専攻
    - 作業療法学専攻

  - 看護学科

## アクセス
- 京王相模原線の京王多摩センター駅、小田急多摩線の小田急多摩センター駅、多摩都市モノレールの多摩センター駅下車。京王バス・神奈川中央交通バス「東京医療学院大学前」バス停下車すぐ、または「豊ヶ丘五丁目」バス停から徒歩5分。各線多摩センター駅から徒歩25分。東京医療学院大学前バス停は開校翌年の2013年4月に新設された[3]。

## 加盟団体一覧
- 日本私立大学協会
- 日本看護系大学協議会
- 全国助産師教育協議会
- 日本理学療法士協会
- 公私立大学実験動物施設協議会